# Крествју (Флорида)
Крествју (енгл. Crestview) град је у америчкој савезној држави Флорида. По попису становништва из 2010. у њему је живело 20.978 становника.

## Демографија
Према попису становништва из 2010. у граду је живело 20.978 становника, што је 6.212 (42,1%) становника више него 2000. године.
| Група             | 2000.          | 2010.          |
| Белци             | 10.774 (73,0%) | 14.208 (67,7%) |
| Афроамериканци    | 2.719 (18,4%)  | 3.902 (18,6%)  |
| Азијати           | 337 (2,3%)     | 649 (3,1%)     |
| Хиспаноамериканци | 481 (3,3%)     | 1.390 (6,6%)   |
| Укупно            | 14.766         | 20.978         |